# Takanori Nunobe
Takanori Nunobe (布部 陽功?, Nunobe Takanori; Prefettura di Osaka, 23 settembre 1973) è un ex calciatore giapponese, di ruolo centrocampista.